# Kirkens Gienmæle
Kirkens Gienmæle (Kirkens Gjenmæle, Kirkens genmæle) er en pamflet, et "Feidebrev" som N.F.S. Grundtvig udsendte på "Irenæi Dag", dvs. 26. august 1825, som svar på et langt og lærd skrift af professor H.N. Clausen Catholicismens og Protestantismens Kirkeforfatning, Lære og Ritus.
Pamfletten var stærkt polemisk; Clausen kaldtes for en vranglærer og en kætter og Grundtvig anfægtede hans teologiske kyndighed. Clausen anlagde – og vandt – en injuriesag. Som konsekvens heraf blev Grundtvig underlagt livsvarig censur, idet samtidig lovgivning krævede at dømte injurianter blev underlagt censur. Da trykkefrihedsbestemmelserne blev ændret i 1837 kunne Grundtvig ansøge om at få censuren ophævet. Ansøgningen blev imødekommet. I censurperioden blev dog kun et enkelt af Grundtvigs skrifter – tredje del af en afhandling om religionsfrihed –faktisk undertrykt af censuren. 
Kirkens Gienmæle blev i det væsentlige skrevet før udgivelsen af Clausens værk, fordi Grundtvig havde forudbestilt værket og derfor fik det i forvejen. Han havde planlagt at skrive en anmeldelse til Theologisk Maanedsskrift, som han redigerede sammen med A.G. Rudelbach, men under læsningen ændrede planen sig, og resultatet blev et selvstændigt skrift. Kirkens Gienmæle blev en skandalesucces og måtte inden for de følgende par uger trykkes i flere oplag. Det vakte et overordentligt røre. Af de unge teologer holdt det store flertal med Clausen og indgav en adresse til ham med 88 underskrifter. 

De fleste såkaldt '"dannede" stod ligeledes på Clausens side. Derimod glædede mange jævne lægfolk sig over Kirkens Gienmæle.

## Af fortalen med de hårde ord mod Clausen
En lille del af fortalen med kraftige udfald mod Clausen lyder:

"... at Striden fra min Side slet ikke er personlig, og ingenlunde blot videnskabelig, men saa reen kirkelig som mueligt, derfor kalder jeg dette Feidebrev Kirkens Gienmæle, indskydende dermed Sagen, fra den blotte Læse-Verden, for den almindelige Christenheds Domstol. Det er altsaa her Præsten, der, som Lærer i den Christelige Kirke, sigter den theologiske Professor, som Præste-Lærer i Kirke-Skolen, og paastaaer, at, som ærlig Mand, maa han enten giøre den Christelige Kirke høitidelig Afbigt for sin uchristelige og forargelige Lærdom, eller nedlægge sit Embede og aflægge sit christne Navn. Dette er min ufravigelige Paastand, i den Christelige Kirkes og Menigheds Navn, og vil Professor Clausen ingen af Delene, da erklærer jeg ham herved, paa Kirkens Vegne, som var, som er, og som skal blive, og hvis Lærdom ligger klart udfoldet, velbekjendt i dens Historie: paa den eneste ægte Historisk-Christelige Kirkes Vegne, for en falsk Lærer, som misbruger det Christelige Navn til, saavidt han formaaer, at forvirre og forføre Menigheden, stræber at undergrave den Kirke, han udgiver sig for at ville tjene og befæste! ..." 

## Den "mageløse opdagelse"
I tiden som præst ved Vor Frelsers Kirke på Christianshavn fra 1822 var Grundtvig nået til et kirkeligt standpunkt hvor der lægges vægt på trosbekendelsen, sakramenterne (dåb og nadver) og den oldkirkelige tradition.
Den "mageløse opdagelse" bestod i at
at menigheden er ældre end skriften og at det derfor snarere er den der er kilden til sand kristendom.
Dåb og nadver, de to indstiftelser, går tilbage til Jesus selv.
Grundtvig skriver om trosbekendelse, dåb og nadver:

"... Saaledes møde vi da Prof. Clausen, og alle dem, der vil udgive deres egne Drømme for den christelige Aabenbaring, deres egne Hjerne-Spind for Christendom, med den urokkelige Kiends-Gierning, at der har været og er en Christenhed paa Jorden, kiendelig fra alt Andet paa sin mageløse Troes-Bekiendelse, hvormed den paa alle sine Tungemaal, under alle sine foranderlige Skikkelser, har forkyndt og forkynder Troen paa Jesum Christum, den Korsfæstede, igien Opstandne, som den sikkre, den eneste Saligheds Vei for Syndere, som en Vei, der, giennem Daaben og Nadveren, fører til Guds Rige og de Levendes Land. ..."

P.G. Lindhardt beskriver Grundtvigs "mageløse opdagelse" således:

"... førte 1825 til "den mageløse opdagelse", det vil sige til klarhed over at man for at finde den sande kristendom ikke skal spørge teologerne – hvis forskellige meninger blot er et "eksegetisk pavedømme" – men derimod det kultsamfund der historisk som nutidigt er kristendommens værk og formidler. Sakramenterne er jo ved deres blotte eksistens – indhold og betydnig ufortalt – Kristus-vidnesbyrd; de har kun mening under forudsætning af tro på og bekendelse til Kristus, og så længe der var en kirke har den ved dåben optaget nye medlemmer på ét ganske bestemt vilkår: et ja til forsagelses og trobekendelsens ord! Menigheden – kultsamfundet om sakramenternes eksistentielle vidnesbyrd – er derfor sit eget bevis for den sande kristendom der i dåbspagten (forsagelse og tro) har sit fuldgyldige udtryk. Om denne kristendom er "sand", dvs gyldig, er en sag for sig; ..." 

## Clausens "Luft-Castel"
Med dette nyvundne kirkesyn blev Grundtvig så i Clausens skrift konfronteret med hvad han kalder et "Luft-Castel" af en kirke, hvilket ophidsede ham til hastigt at få udgivet sit stridsskrift.
Clausen opfattede nok Bibelen som kristendommens grundlag, men den var tillige et ufuldstændigt nedslag af den ældste kristne forkyndelse og det var derfor en opgave for teologien "med filologisk lærdom og filosofisk kritik at udfylde det vage og bringe den højere enhed til veje mellem de forskellige læretyper". (Dette kalder Lindhardt for et godt bibelhumanistisk program)
Men hvis kun filosofisk kritik og filologisk lærdom kan udfylde manglerne i Skriften, så bliver professorer og præster folkets formyndere; de bliver en betingelse for den rigtige udlægning af hvad kristendom er. 

For Clausen er kristendommen "en ren og lutret Universalisme". Grundtvig citerer fra Clausens skrift, side 7-8

»I Christus aabenbarede sig Gud for Jordens Slægter, saaledes som den endelige Form kan optage i sig det Uendelige; for første Gang kundgjordes en reen og luttret Universalisme, hvori orientalsk Høihed og Dybhed var forenet med occidentalsk Klarhed og Mildhed, Tankens Lys med Følelsens Varme og Phantasiens Farveskiær; i de ædleste Symboler udtalte Læren den Tro, der i hvert Menneske er nedlagt, men ikkun hos Faa udvikles til klar Bevidsthed; og i det den gav denne Tro Fasthed, Bestemthed og Anvendelighed, ydede den det fuldstændige Menneske fuld Tilfredsstillelse, og betryggede for alle de Feil og Forvanskninger, som udspringe af eensidig Aandsvirksomhed. Denne Lære forkyndtes som den giennem Aarhundreder forjættede og forventede Guds Aabenbaring, og Udsagnet bekræftedes ved Vidnesbyrd fra Gud; thi Lærens Forbindelse med Verdensbegivenhedernes Række viste klarlig den styrende Haand.«

I stedet for dette Luft-Castel, der altså ikke hviler på andet end på Skriften og Clausens egne spekulationer med den konsekvens at kirken ville blive identisk med de lærdes granskninger og teologien derved blive kirkens formynder, mente Grundtvig altså nu at den skulle bygge på den "historiske" menighed, dvs den givne kirke med sakramenter og bekendelse.

## Pamflettens virkning
Det var en stor skuffelse for Grundtvig at det store flertal holdt med Clausen som end ikke gik ind på Grundtvigs angreb, men svarede med en injuriesag.
I offentligheden var man dog optaget af sagen. Pamfletten måtte inden for kort tid optrykkes flere gange. Den senere biskop over Ribe Stift Carl Frederik Balslev skrev til sin bror: »Paa Børsen blev den Dag [da »Kirkens Gienmæle« udkom] ikke handlet stort, Talen var om Grundtvigs Bog«.
Grundtvig var særlig optaget af hvordan kirkens »Ypperstepræst«, Jacob Peter Mynster ved Frue Kirke – fra 1834-54 biskop over Sjællands Stift – ville reagere. Også han var dog imod Grundtvig, hvad han tilkendegav i en prædiken om den kristelige visdom, som han lod trykke.
Heri dadler han, med sigte paa Grundtvig, de mennesker, der
»fare frem i Blinde« og »gør alt til den ubelejlige Tid paa den ubelejlige Maade«. »Thi sandelig! ligesom saadanne Mennesker i ethvert Forhold kun afstedkomme Forstyrrelse, saaledes blive de ogsaa ofte, omend imod bedre Vidende og Vilje, Kristi Korses Fjender; de give en Forargelse, som de ikke igen kunne læge; de vække en Tvedragt, som de ikke igen kunne stille«.
Som svar paa denne tale udgav Grundtvig sin prædiken fra den følgende søndag, om den kristelige kamp.
Dommen
Den injurieproces som Clausen havde anlagt mod Grundtvig, endte
30. oktober 1826 med en dom, som vel erklærede de af Grundtvig
brugte fornærmelige udtalelser for døde og magtesløse, men som
dog kun pålagde Grundtvig en forholdsvis ringe bøde, fordi
retten fandt, at det hvasse angreb skyldtes iver for sandheden
og ikke lyst til at krænke Clausens borgerlige ære.
Lindhardt skriver om Grundtvigs betydning for bevægelserne længere fremme i 1800-tallet

"... Men det kan ikke bestrides at Grundtvig i den givne situation sagde noget betydningsfuldt, pegede aldeles afgørende på kristendommens kilder, skelnede skarpt mellem det oprindelige og det afledede – sakrament → kristentro og skrift→ kristelig oplysning – og derved ikke blot lagde grunden for sin egen retning, men også for Indre Missions kirke- og sakramentstroskab. ..." 

### Udgaver
- Grundtvig, N. F. S. (1825) Kirkens Gjenmæle imod Professor Theologiæ Dr. H.N. Clausen. København: Wahl, 45 sider. (førsteudgave=
- Udgaverne, som er anvendt i Arkiv for Dansk Litteratur (ADL Arkiveret 8. oktober 2007 hos  Wayback Machine) , er: Nik. Fred. Sev. Grundtvigs Udvalgte Skrifter 1-10, ved Holger Begtrup. Gyldendal, Kbh. 1904-9. – (Bind 4 Arkiveret 3. juli 2007 hos  Wayback Machine, side 395-430)